# Resolució 335 del Consell de Seguretat de les Nacions Unides
La Resolució 335 del Consell de Seguretat de les Nacions Unides, aprovada el 22 de juny de 1973 després d'examinar per separat les aplicacions de la República Federal d'Alemanya i de la República Democràtica d'Alemanya per a ser membres de les Nacions Unides. A diferència d'altres treballs del Consell de Seguretat no es va donar a conèixer en quina direcció havien votat la resolució les diferents nacions, l'ONU ni tan sols va revelar per quin marge fou adoptada la resolució, tot i que se sap que cap hi va aplicar els poders de veto.